# کالرین، ویکتوریا
کالرین (به انگلیسی: Coleraine) یک شهرک در استرالیا است که در ویکتوریا (استرالیا) واقع شده‌است.